# شهرستان لا کوت-دو-گاسپه
شهرستان لا کوت-دو-گاسپه (به انگلیسی: La Côte-de-Gaspé Regional County Municipality) یک منطقهٔ مسکونی در کانادا است که در Gaspésie–Îles-de-la-Madeleine واقع شده‌است. شهرستان لا کوت-دو-گاسپه ۴٬۳۰۶٫۵۰ کیلومتر مربع مساحت و ۱۷٬۹۸۵ نفر جمعیت دارد.